# Wenceslaus Joseph Spourni
Wenceslaus Joseph Spourni (1700 - mort à Paris en 1754) est un violoncelliste et compositeur de l'époque baroque.
Ses origines sont obscures.

## Biographie
Il entre au service du prince de Carignan en 1740, au service duquel il demeura jusqu'en 1747 au moins. En 1748, il fait partie des différents auteurs publiés par J. Simpsons à Londres dans un recueil intitulé Six solos for Two Violoncellos, composed by Signor Bononcini and other eminent Authors, aux côtés de Giovanni Bononcini, Pasqualino de Marzis, Giuseppe Sammartini, Andrea Caporale et Giovanni Porta.
Il est également l'auteur de six sonates en trio pour flûte traversière, violon et basse continue, qui nous sont parvenues sous forme manuscrite. La page du recueil indique "6 Trio / Flauto Traverso / Violino / & / Basso / di / Mons. Spourni" mais les six œuvres sont dénommées, à l'intérieur de la partition, "Concertos".